# Hitzone 59
Radio 538 Hitzone 59 is een verzamelalbum. Het album, onderdeel van de serie Hitzone, werd op 16 september 2011 uitgegeven door de Nederlandse radiozender Radio 538. Radio 538 Hitzone 59 belandde op de 1e plaats in de Compilation Top 30 en wist deze positie zeven weken te behouden. Het album stond tevens vijf weken op de 1e plaats in de CombiAlbum Top 100.

## Nummers
| Nr. | Titel                        | Uitvoerend artiest                | Duur |
| --- | ---------------------------- | --------------------------------- | ---- |
| 1.  | Danza kuduro                 | Lucenzo feat. Don Omar            | 3:34 |
| 2.  | Moves Like Jagger            | Maroon 5 feat. Christina Aguilera | 3:23 |
| 3.  | Last Friday Night (T.G.I.F.) | Katy Perry                        | 3:53 |
| 4.  | Slave to the Music           | James Morrison                    | 3:25 |
| 5.  | Called Out in the Dark       | Snow Patrol                       | 3:29 |
| 6.  | Hush Hush                    | Alexis Jordan                     | 3:42 |
| 7.  | Fool for You                 | Krystl                            | 3:23 |
| 8.  | Good Life                    | OneRepublic                       | 4:05 |
| 9.  | Fade Into Darkness           | Avicii                            | 3:20 |
| 10. | Papi                         | Jennifer Lopez                    | 3:45 |
| 11. | Glad You Came                | The Wanted                        | 3:19 |
| 12. | All Over                     | Ben Saunders                      | 3:27 |
| 13. | Get Back (ASAP)              | Alexandra Stan                    | 3:31 |
| 14. | Miracle Worker               | SuperHeavy                        | 4:11 |
| 15. | Took a Hit                   | Racoon                            | 3:23 |
| 16. | Blessed                      | Tom Hangs feat. Shermanology      | 3:04 |
| 17. | Midnight Sun                 | Elena                             | 3:18 |
| 18. | Where We Belong              | Dotan                             | 3:53 |
| 19. | Bounce                       | Calvin Harris feat. Kelis         | 3:39 |

| Nr. | Titel                  | Uitvoerend artiest                      | Duur |
| --- | ---------------------- | --------------------------------------- | ---- |
| 1.  | Man Down               | Rihanna                                 | 4:27 |
| 2.  | Tonight Tonight        | Hot Chelle Rae                          | 3:20 |
| 3.  | I’m a Cliche           | Anouk                                   | 4:23 |
| 4.  | Don’t Wanna Go Home    | Jason Derülo                            | 3:28 |
| 5.  | Something in the Water | Brooke Fraser                           | 3:01 |
| 6.  | Little Bad Girl        | David Guetta feat. Taio Cruz & Ludacris | 3:13 |
| 7.  | Miss Sunshine          | R.I.O.                                  | 3:25 |
| 8.  | Koko                   | Sander van Doorn                        | 3:06 |
| 9.  | Was je maar hier       | BLØF                                    | 6:03 |
| 10. | The Edge of Glory      | Lady Gaga                               | 4:22 |
| 11. | Welcome to St. Tropez  | DJ Antoine vs. Timati feat. Kalenna     | 3:17 |
| 12. | Free                   | Natalia Kills feat. will.i.am           | 3:59 |
| 13. | Stand                  | Lenny Kravitz                           | 3:22 |
| 14. | Nobody's Perfect       | Jessie J                                | 4:21 |
| 15. | Heaven                 | Emeli Sandé                             | 3:44 |
| 16. | Little in the Middle   | Milow                                   | 3:02 |
| 17. | Stay                   | Destine                                 | 3:22 |
| 18. | Cinema                 | Benny Benassi feat. Gary Go             | 3:34 |
| 19. | Champagne Showers      | LMFAO feat. Natalia Kills               | 3:56 |